# Chileense presidentsverkiezingen 1931
De Chileense presidentsverkiezingen van 1931 vonden op 4 oktober van dat jaar plaats. De verkiezingen werden gewonnen door de kandidaat van de conservatieve vleugel van de Partido Radical, Juan Esteban Montero.
| Kandidaat | Kandidaat | Kandidaat               | Partij | Partij              | Coalitie           | Stemmen | Percentage |
| --------- | --------- | ----------------------- | ------ | ------------------- | ------------------ | ------- | ---------- |
|           |           | Juan Esteban Montero    |        | Partido Radical     | PR-PLU-PCon-UR     | 182.177 | 63,70%     |
|           |           | Arturo Alessandri Palma |        | Partido Liberal     | PL-PD-PLD-PLDo-PRS | 99.075  | 34,77%     |
|           |           | Elías Lafertte          |        | PCCh                |                    | 2434    | 0,85%      |
|           |           | Manuel Hidalgo Plaza    |        | Izquierda Comunista |                    | 1263    | 0,44%      |
| Totaal    | Totaal    | Totaal                  |        |                     |                    | 285.810 | 100%       |

## Bron
- (es)  Elección Presidencial 1931

Presidentsverkiezingen in Chili: 1826 · 1827 · 1829 · 1831 · 1836 · 1841 · 1846 · 1851 · 1856 · 1861 · 1866 · 1871 · 1876 · 1881 · 1886 · 1891 · 1896 · 1901 · 1906 · 1910 · 1915 · 1920 · 1925 · 1927 · 1931 · 1932 · 1938 · 1942 · 1946 · 1952 · 1958 · 1964 · 1970 · 1989 · 1993 · 1999-2000 · 2005-2006 · 2009-2010 · 2013 · 2017· 2021

Parlementsverkiezingen in Chili:
1811 · 1818 · 1823 · 1824 · 1825 · 1827 · 1829 · 1831 · 1834 · 1837 · 1840 · 1843 · 1846 · 1849 · 1852 · 1855 · 1858 · 1861 · 1864 · 1867 · 1870 · 1873 · 1876 · 1879 · 1882 · 1885 · 1888 · 1891 · 1894 · 1897 · 1900 · 1903 · 1906 · 1909 · 1912 · 1915 · 1918 · 1921 · 1924 · 1925 · 1930 · 1932 · 1937 · 1941 · 1945 · 1949 · 1953 · 1957 · 1961 · 1965 · 1969 · 1973 · 1989 · 1993 · 1997 · 2001 · 2005 · 2009 · 2013 · 2017 · 2021

Referenda in Chili: 1812 · 1817 · 1818 · 1925 · 1978 · 1980 · 1988 · 1989 · 2020 · 2022